# Décès en 1374
Décès
- 1370
- 1371
- 1372
- 1373
- 1374
- 1375
- 1376
- 1377
- 1378

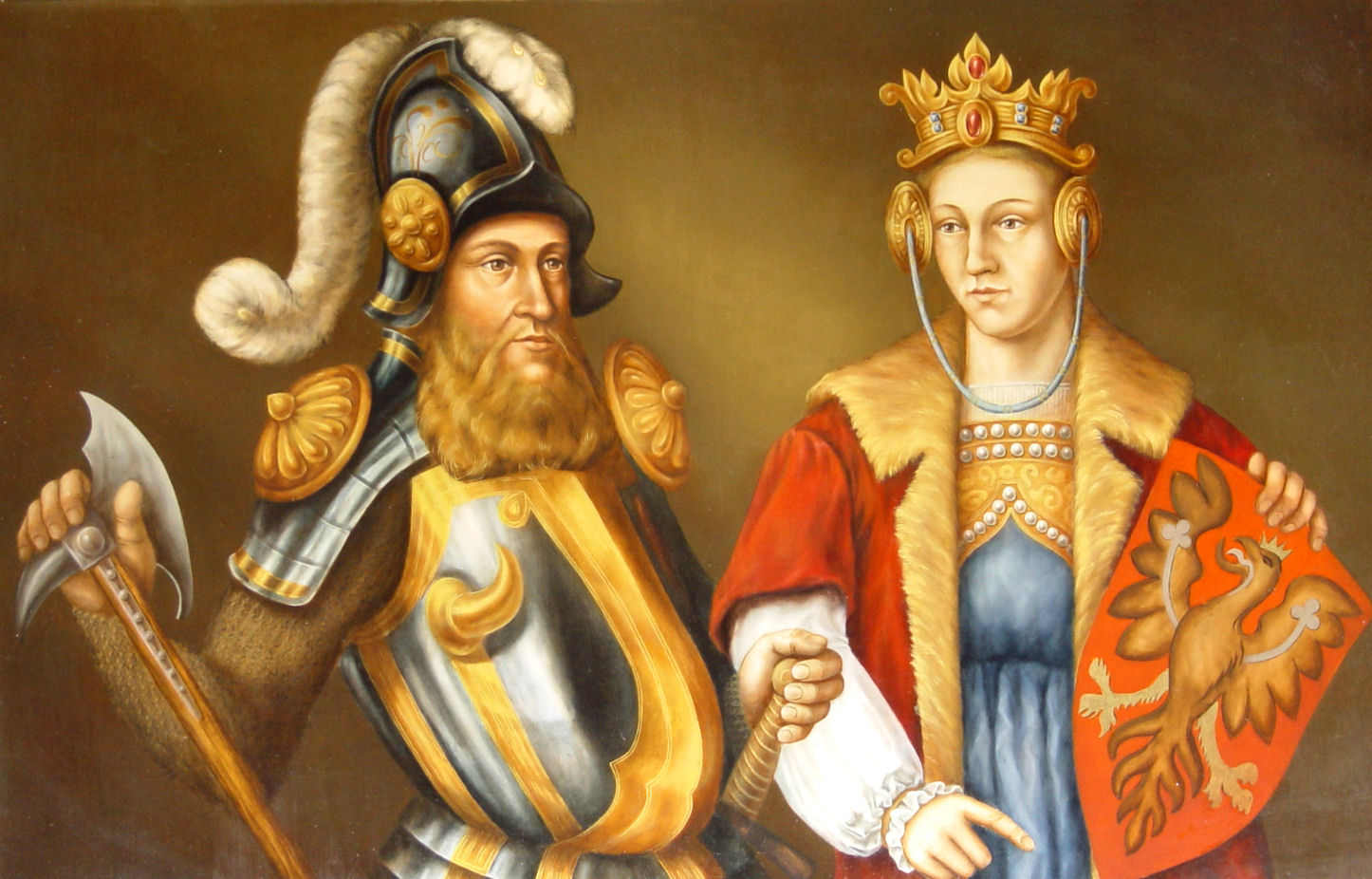
Bogusław V, mort en 1374 et son épouse.

Cette page dresse une liste de personnalités mortes au cours de l'année 1374 :
- 12 mars : Go-Kōgon, prétendant de la Cour du Nord au trône impérial du Japon.
- 14 mars : Konrad von Megenberg, enseignant et écrivain allemand.
- 15 avril : Jean de La Tour, cardinal français.
- 23 avril : Bogusław V, duc de Poméranie.
- 2 juin ou 3 juillet : Pedro Gómez Barroso de Albornoz, cardinal espagnol.
- 5 juin : William Whittlesey, évêque de Rochester, de Worcester puis archevêque de Cantorbéry.
- 6 juin : Rinaldo Orsini, cardinal italien.
- 17 juin : Bertrand de Cosnac, dit Cardinal de Comminges, cardinal et juriste français.
- 7 juillet : Henri IV d'Anhalt-Bernbourg, prince d'Anhalt-Bernbourg.
- 19 juillet : Pétrarque, poète lyrique italien.
- 6 septembre : Guillaume de Poitiers, évêque de Langres.
- 25 novembre : Philippe II de Tarente.
- 1er décembre : Magnus IV de Suède, roi de Suède et de Norvège.
- 14 décembre : Jean IV de Mecklembourg-Werle-Goldberg, seigneur de Werle-Goldberg.

- Sanche de Castille, ou Don Sancho Alfonso de Castilla, Infant de Castille et comte d’Alburquerque.
- Jeanne de Flandre, dite Jeanne la Flamme, duchesse de Bretagne.
- Guillaume de La Jugie, chanoine de Rouen, archidiacre de Paris, cardinal-diacre de Sainte-Marie à Cosmedin, puis cardinal-prêtre au titre de Saint-Clément, (1342-1374), dit le cardinal Guillermus.
- Jeanne de Hainaut, noble du comté de Hainaut.
- Constantin V de Sis, Catholicos de l'Église apostolique arménienne.
- Neri di Fioravante, architecte italien de l'école florentine du Trecento.
- Ibn al-Khatib, écrivain, historien, philosophe et homme politique arabe andalou.
- Fa Ngum, ou Somdetch Brhat-Anya Fa Ladhuraniya Sri Sadhana Kanayudha Maharaja Brhat Rajadharana Sri Chudhana Negara, fondateur du royaume lao du Lan Xang (million d'éléphants).
- Gao Qi, poète chinois.
- Gongmin, roi de Koryŏ.
- Kongmin peintre Coréen.
- Francesco II Ordelaffi, noble italien de la famille des Ordelaffi de la ville de Forlì.
- Niccolo Sanudo Spezzabanda, co-duc de Naxos.
- Vikramabahu III, roi de Gampola.
- Ni Zan, artiste peintre de shanshui, calligraphe et poète chinois de la dynastie Yuan.

## Crédit d'auteurs
- Cet article est partiellement ou en totalité issu de l'article intitulé « 1374 » (voir la liste des auteurs).